# 泉田重光
泉田 重光（いずみだ しげみつ）は、戦国時代から安土桃山時代にかけての武将。陸奥国名取郡岩沼城主。のち磐井郡薄衣城主。

## 生涯
享禄2年（1529年）、名取郡岩沼城主・泉田景時の次男として誕生。
泉田氏は二階堂氏の一族で、奥州合戦後に陸奥に所領を得て下向し、遅くとも14世紀中頃までには岩沼に移って留守氏の傘下に属していたが、伊達氏が名取郡に勢力を拡げるとその家臣団に組み込まれた。
天正10年（1582年）、兄・光時が相馬氏との合戦で討死したため、嫡男となる。重光は天正12年（1584年）に当主となった伊達政宗に重用され、一家の家格を与えられて諸戦に活躍した。
天正16年（1588年）の大崎合戦では、留守政景らと共に兵10,000を率いて出陣したが、重光は妻の実家である八幡氏の家督相続問題をめぐって以前から政景と対立していたこともあり、軍議の場で戦術方針に関して政景と激しく口論に及んだため、統制を欠いた伊達軍は2月2日の中新田城攻めにおいて大敗を喫し、潰走の末新沼城へと閉じ込められてしまう。同月29日、黒川晴氏の斡旋により城の包囲は解かれたが、重光は人質として長江勝景と共に大崎方に提出され、蟻ヶ袋城に抑留された。のちに長江は解放されたが、重光はさらに最上義光の本拠・山形城へと移送され、政宗の母・義姫の懇願により和議が成立した7月22日になってようやく帰還を許された。
天正19年（1591年）、葛西大崎一揆が鎮圧された際には、証拠湮滅のため政宗の命を受けて屋代景頼と共に一揆の主立った者らを謀殺した。同年、政宗が岩出山城へ転封されると、重光も岩沼から磐井郡薄衣城へと所領替えとなり、泉田氏は幕末に至るまで同地を所領とした。
重光はとりわけ政宗からの信任が厚く、文禄4年（1595年）8月24日に認められた秀次事件に関する在京家臣団一同の連判状において、親類衆（石川義宗・伊達成実・留守政景・亘理重宗・国分盛重）に次いで6番目に署名をしていることからも、重光が家臣団の筆頭格に位置付けられていたことがうかがい知れる。
慶長元年（1596年）死去。享年68。養子・重時が家督を継いだ。

## 関連作品
- 『独眼竜政宗』（1987年、演：高品格）